# الركابيين (عين عتيق)
الركابيين هي إحدى مشيخات المملكة المغربية، تتبع جغرافيا لعمالة الصخيرات تمارة وإداريًا لعين عتيق. يقدر عدد سكانها بـ 2507 نسمة حسب الإحصاء الرسمي للسكان والسكنى لسنة 2004.